# Burnden Park
Het Burnden Park was een multifunctioneel stadion in Bolton, een stad in Engeland. Burnden is een district in die stad.
Het stadion werd geopend in 1895. Het werd gesloten in 1997 en een aantal jaar daarna afgebroken. In het stadion was uiteindelijk plaats voor 25.000 toeschouwers. In de jaren 30 was er echter plek voor rond de 70.000 toeschouwers. Het recordaantal werd bereikt in 1933, toen de thuisclub tegen Manchester speelde, het aantal toeschouwers bedroeg die dag 69.912.
Het stadion werd vooral gebruikt voor voetbalwedstrijden, de voetbalclub Bolton Wanderers FC maakte gebruik van dit stadion. De eerste jaren speelde die club in Pike Lane, maar vanaf augustus 1895 werd er in dit stadion gespeeld. Het stadion werd geopend met een vriendschappelijke wedstrijd van Bolton Wanderers tegen Preston. In 1997 verhuisde Bolton naar University of Bolton Stadium.
Op 27 april 1901 werd hier de finale van de FA Cup gespeeld. Tottenham Hotspur FC speelde tegen Sheffield United FC en het werd 3–1.

## Stadionramp
Op 9 maart 1946 vond in dit stadion een van de grootste stadionrampen van Engeland plaats. Een ramp waarbij 33 mensen het leven verloren en 400 mensen raakten gewond. Die dag waren er naar schatting 85.000 mensen aanwezig bij een wedstrijd voor de FA Cup. Bolton speelde tegen Stoke City. Mensen overleden doordat er dranghekken vielen en een aantal werd doodgetrapt door de menigte.